# Старобалбуково
Старобалбу́ково (баш. Балбыҡ) — деревня в Учалинском районе Башкортостана России, относится к Тунгатаровскому сельсовету.

## Географическое положение
Расстояние до:
- районного центра (Учалы): 56 км,
- центра сельсовета (Комсомольск): 7 км,
- ближайшей железнодорожной станции (Курамино): 16 км.

## Население
| 2002 | 2009 | 2010 |
| ---- | ---- | ---- |
| 222  | ↘211 | ↘166 |

Национальный состав
Согласно переписи 2002 года, преобладающая национальность — башкиры (98 %).

## История
До 2005 года административный центр Старобайрамгуловского сельсовета. 
Закон «О внесении изменений в административно-территориальное устройство Республики Башкортостан в связи с образованием, объединением, упразднением и изменением статуса населенных пунктов, переносом административных центров» от 20 июля 2005 года, N 211-з гласил: 

10. Перенести административные центры следующих сельсоветов:
9) Старобайрамгуловского сельсовета Учалинского района из деревни Старобалбуково в деревню Старобайрамгулово.